# Єврохокейтур 2019–2020
Єврохокейтур 2019–2020 (англ. Euro Hockey Tour 2019–2020) — 24-ий міжнародний хокейний турнір, складається з чотирьох турнірів: Кубка Кар'яла, Кубка Першого каналу, Шведських хокейних ігор та Чеських хокейних ігор. Проводиться традиційно між чотирма національними збірними: Росії, Фінляндії, Чехії та Швеції.

## Турніри

### Кубок Кар'яла
Матчі турніру пройшли з 7 по 10 листопада 2019 в столиці Фінляндії Гельсінкі, ще один матч провели в шведському Лександі.

### Кубок Першого каналу
Матчі турніру пройшли з 12 по 15 грудня 2019 в столиці Росії, ще по одному матчу провели в Санкт-Петербурзі та чеському місті Плзень.

### Шведські хокейні ігри
Матчі турніру пройшли з 6 по 9 лютого 2020 в столиці Швеції Стокгольмі, ще один матч провели в Гельсінкі.

### Чеські хокейні ігри
Змагання скасовані через пандемію COVID-19.

## Підсумкова таблиця Євротуру
| Поз | Команда   | М | В | ВО | ПО | П | ГЗ | ГП | Різ | О  |
| --- | --------- | - | - | -- | -- | - | -- | -- | --- | -- |
| 1   | Чехія     | 9 | 3 | 3  | 1  | 2 | 25 | 19 | +6  | 16 |
| 2   | Швеція    | 9 | 5 | 0  | 1  | 3 | 26 | 23 | +3  | 16 |
| 3   | Фінляндія | 9 | 4 | 0  | 2  | 3 | 21 | 22 | −1  | 14 |
| 4   | Росія     | 9 | 1 | 2  | 1  | 5 | 22 | 30 | −8  | 8  |